# Waldemar Büttner
Waldemar Büttner (* 17. September 1951 in Grevesmühlen) ist ein ehemaliger deutscher  Politiker  (CDU). Er war kurzzeitig Abgeordneter im Landtag Mecklenburg-Vorpommern von 1990 bis 1991.

## Biografie
Waldemar Büttner studierte nach dem Schulbesuch Maschinenbau mit Abschluss als Hochschulingenieur und Zusatzqualifikation als Fachingenieur für Schweißtechnik. 1990 war er als Geschäftsführer im Bereich technischer Service tätig.

## Politik
Büttner trat 1990 in die CDU ein und wurde bei der Landtagswahl in Mecklenburg-Vorpommern 1990 im Landtagswahlkreis Stralsund I in den Landtag Mecklenburg-Vorpommern gewählt, dem er bis 1991 angehörte. Für ihn rückte Udo Timm in das Parlament nach.